# アッシュルバニパル
アッシュルバニパル（Assurbanipal、在位：前668年 - 前631/627年頃）は、古代メソポタミア地方の新アッシリア帝国の黄金期最後の王である。軍事遠征を積極的に行った。学問への関心も高く、アッシュルバニパルの図書館は有名。治世第17年に、バビロン王である兄、シャマシュ・シュム・ウキンが反乱を起こし、内戦が勃発。これを制した。死後、時を置かずアッシリア帝国は滅亡するが、治世末期の情報は少なくアッシュルバニパルの治世が帝国の崩壊とどのように関連するのかは不明瞭である。
アッシュルバニパルは、新アッシリア時代の楔形文字表記では 、アッカド語ではAššur-bāni-apli（アッシュル・バニ・アプリ）またはAššur-bāni-habal（アッシュル・バニ・ハバル）と綴られ、「アッシュル神は後継者を賜れり」を意味する。

## 概要
アッシュルバニパル治世中のアッシリアは世界最大の帝国であり、その首都ニネヴェもおそらく世界最大の都市であった。アッシュルバニパルの王太子任命の頃から彼の治世前半にかけての時期は、アッシリアの歴史上最も豊富な史料が残されており、詳細な歴史が復元されている。
彼は長兄ではなかったが、父親のエサルハドンによって前672年に王太子に指名され、前668年にアッシリア王位を継承した。アッシュルバニパルの王位継承における大きな特徴として、彼の兄であるシャマシュ・シュム・ウキンがアッシリア帝国の南部において同時にバビロンの王（バビロニア王）位を継承したことがあげられる。
アッシュルバニパルは各地に遠征を行ってアッシリアの支配地を拡大した。最も大規模な遠征は古くからの敵国エラムに対するものと、最終的には反乱を起こしたシャマシュ・シュム・ウキンに対するものである。アッシュルバニパルは前665年と前647-前646年の一連の遠征によってエラムを撃破し、その国土を破壊した。アッシュルバニパルに劣後する地位に不満を持っていたであろうシャマシュ・シュム・ウキンは前652年に反旗を翻し、アッシリアの敵国を糾合してアッシュルバニパルと戦ったが、敗れ去り自害した。
アッシュルバニパルの最も有名な業績は、アッシュルバニパルの図書館と呼ばれる古代オリエントにおいて最も良く知られた図書館の建設である。彼自身、この図書館を、自分の最も偉大な業績と考えていた。宗教的文書・手引書・メソポタミアの伝統的な物語など様々なジャンルの30,000点もの粘土板文書を集めたこの図書館によって、『ギルガメシュ叙事詩』のような古代の文学作品が数多く今日に伝えられ、近現代のアッシリア学の発展に多大な影響を与えている。

### 年表
| 年（紀元前） | 年齢(*) | 出来事                                                             |
| ------------ | ------- | ------------------------------------------------------------------ |
| 685年頃      | 0       | アッシュルバニパル、誕生                                           |
| 672年        | 13      | エサルハドンによる後継者指名                                       |
| 669年        | 16      | エサルハドン死亡。アッシュルバニパルが王となる                     |
| 667年        | 18      | エジプト遠征。ネカウ１世をファラオに据える                         |
| 666年        | 19      | 反乱を受け、エジプト再遠征。                                       |
| 665年        | 20      | プサムテク1世をファラオに据える                                    |
| 652年        | 33      | エラム遠征（１回目）。兄のシャマシュ・シュム・ウキン、反乱を起こす |
| 650年        | 35      | バビロンを包囲                                                     |
| 648年        | 37      | バビロン陥落。シャマシュ・シュム・ウキン死亡                       |
| 647年        | 38      | エラム遠征（２回目）                                               |
| 636年        | 49      | アッシュルバニパルの年代記における記述がこの年で終わる             |
| 631年        | 54      | 死亡？（前631年死亡説）                                            |
| 627年        | 57      | 死亡？（前627年死亡説）                                            |

（*　生年を紀元前685年として計算した場合のおよその年齢）

## 出自と王位継承

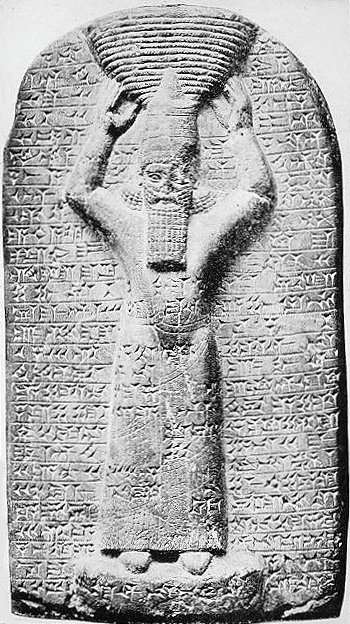
王、神官として描かれたアッシュルバニパルの同時代の像。現在大英博物館で展示されている。

父親であるエサルハドンには多数の息子がいたと見られ、アッシュルバニパルは恐らく4番目の息子であった。兄に王太子シン・ナディン・アプリおよびシャマシュ・シュム・ウキンとシャマシュ・メトゥ・ウバリトがおり、姉にシェルア・エテラトがいた。王太子シン・ナディン・アプリは前674年に急死した。自らが非常に困難な王位継承争いの末に即位したエサルハドンは同じ問題を発生させないことを切望しており、すぐに新しい王位継承計画を策定し始めた。エサルハドンはこの王位継承の計画において3番目の息子シャマシュ・メトゥ・ウバリトを完全に除外しているが、これは恐らく彼が健康に恵まれなかったためであろう。
前672年5月、アッシュルバニパルはエサルハドンによってアッシリアの後継者に指名された。また、シャマシュ・シュム・ウキンもバビロニア（当時アッシリアの支配下にあった）の継承者に指名された。両者は共にアッシリアの首都ニネヴェに赴き、外国使節・アッシリア貴族・兵士たちの祝賀を受けた。過去数十年にわたり、アッシリア王は同時にバビロニア王を兼任しており、息子のうちの1人をアッシリア王に、別の1人をバビロニア王にするというのは新機軸であった。
アッシリア王という称号は明らかにエサルハドンにとって第一の称号であった。このアッシリアの王太子に弟であるアッシュルバニパルを就け、兄であるシャマシュ・シュム・ウキンをバビロンの王太子にした理由は、彼らの母親の出自によって説明できるかもしれない。アッシュルバニパルの母親は恐らくアッシリア出身であったが、シャマシュ・シュム・ウキンはバビロン出身の女性の息子であった（ただしこれは確実ではない。アッシュルバニパルとシャマシュ・シュム・ウキンが同母兄弟であった可能もある）。母親の出自ゆえに、もしエサルハドンがシャマシュ・シュム・ウキンをアッシリアの後継者に指名していれば問題が起こったであろう。アッシュルバニパルはその次に年長の王子であったため、適格性の高い王位候補者であった。エサルハドンは恐らく、バビロニア人たちが自分たちの王を戴くことに満足するであろうと考え、シャマシュ・シュム・ウキンをバビロン市とアッシリア帝国の南部（即ちバビロニア）の王位継承者として設定した。
エサルハドンはこの王位継承の取り決めを全アッシリアの人々や属国に遵守させるため誓約を結ばせた。この誓約の本文はアッシリアの旧都カルフ（ニムルド）と現在のトルコ南部にあるテル・タイナト遺跡から発見されている。継承に関わる誓約の内容は、エサルハドンが2人の息子の関係をどのようなものと意図していたのか幾分不明瞭なものとなっている。アッシュルバニパルの称号には多くの場合「偉大な」という形容詞が付加される一方で、シャマシュ・シュム・ウキンにはそれがなく、アッシュルバニパルが帝国の第一の相続人であることは明確であったが、別の部位ではアッシュルバニパルがシャマシュ・シュム・ウキンの管轄に干渉しないことも明記されており、これはより平等と言える立場を示している。
アッシュルバニパルは王太子に指名された後、父を注意深く観察し、作法を学び、軍事戦術を学習して、王位に就く準備を始めた。また、アッシュルバニパルは諜報組織の長も務め、アッシリア帝国全土の情報員からの情報を取りまとめて父親に報告した。そして将軍ナブー・シャル・ウツル（Nabu-shar-usur）と書記ナブー・アヒ・エリバ（Nabu-ahi-eriba）から教育を受け、文学と「歴史」への興味を深めた。彼は書記技術と宗教的学識を習得し、自らの母語であるアッカド語に加え、シュメール語にも習熟した。アッシュルバニパル自身の後の記録（彼の治世の主たる史料となる彼の年代記）によれば、その知性と勇気の故に、エサルハドンはアッシュルバニパルを気に入っていたという。
エサルハドンは頻繁に病を患っており、恐らくは膠原病の一種である全身性エリテマトーデスに罹患していたことから、その治世の最後の数年間はアッシリア帝国の行政的義務の大半がアッシュルバニパルとシャマシュ・シュム・ウキンによって担われた。エサルハドンがエジプト遠征に出発すると、アッシュルバニパルは宮廷の一切を取り仕切り、前669年にエサルハドンが死亡すると、アッシュルバニパルの元に全権が円滑に移行した。

## 治世

### 治世初期とエジプト遠征

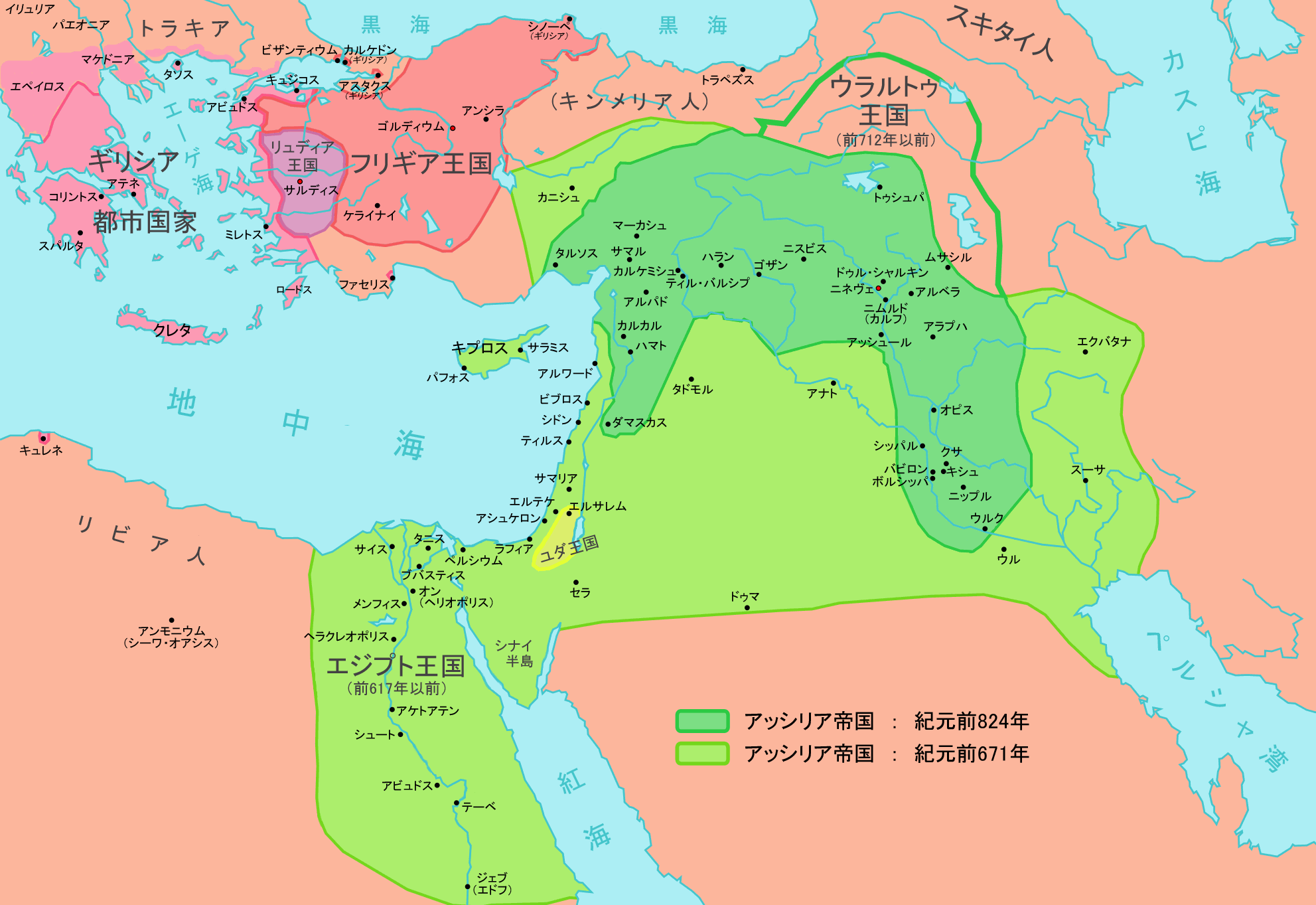
前671年のアッシリア帝国。アッシュルバニパルの父で前王のエサルハドンがエジプトを征服した時点。

前669年末にエサルハドンが死亡した後、彼が建てた王位継承計画のとおりにアッシュルバニパルがアッシリアの王となった。翌年の春、シャマシュ・シュム・ウキンがバビロン王に即位し、20年前にセンナケリブ王（アッシュルバニパルの祖父）が奪い取っていたベール像（マルドゥク、バビロンの守護神）をバビロンに戻した。シャマシュ・シュム・ウキンは以降16年間バビロンを統治し、治世の大部分においてアッシュルバニパルと平和的な関係を維持していたが、シャマシュ・シュム・ウキンの領地の正確な範囲を巡って両者は繰り返し意見を違えた。エサルハドンの碑文はシャマシュ・シュム・ウキンがバビロニア全ての支配権を与えられるべきことを示唆しているが、同時代史料によって確実に証明されているのはシャマシュ・シュム・ウキンがバビロンとその周辺を保持していたことだけである。ニップルやウルク、ウルのようなバビロニアの都市の総督たちや「海の国」（ペルシア湾岸に近い南シュメールの湿地帯）の支配者たちの全てがバビロン王の存在を無視し、アッシュルバニパルを自分たちの君主とみなした。
アッシュルバニパルとシャマシュ・シュム・ウキンが正しく君主として即位した後、アッシュルバニパルはその関心をエジプトへと向けた。エジプトは前671年にエサルハドンによって征服されていた。これは彼の最大の業績の1つであった。エサルハドンは忠実な総督に新たなエジプト領土を任せ、ファラオ・タハルカの妻と息子を含むエジプト王族の大部分を捕らえたが、タハルカ自身は南方のクシュへと逃れた。
前669年、タハルカは南から再び姿を現し、エジプトを揺り動かしてエサルハドンの支配を覆そうとした。エサルハドンは反乱の報告を受け取り、彼が任命したエジプトの総督たちすらも貢納を停止して反乱に参加したことを知ると、反乱を鎮圧するためエジプトに進軍したが、国境に到着する前に死去した。代わって反乱を鎮圧するため、アッシュルバニパルは前667年頃にエジプトに侵攻した。アッシリア軍は遥か南にあるエジプトの古都の1つテーベにまで到達し、反乱に参加した数多くの都市を攻撃・略奪した。反乱を鎮圧したアッシュルバニパルはエジプトに属王としてネカウ1世（ネコ1世）を据えた。彼はサイスの町の王であった人物であり、その息子プサムテク1世（プサメティコス1世）はエサルハドンの治世にアッシリアの首都ニネヴェで教育を受けていた。
勝利の後、アッシュルバニパルはエジプトを去った。これによってエジプトの防衛が弱体化したと見たタヌトアメン（タハルカの甥であり、後継者）は自らの一族に王冠を取り戻すべくエジプトへ侵攻した。彼はエジプトの首都メンフィスでネカウ1世と遭遇した。タヌトアメンは撃退されたが、ネカウ1世もこの時に戦死した。状況は急速にタヌトアメンに有利なものとなり、エジプト人たちは彼の側に立ってプサムテク1世に対する反乱を起こした。このためプサムテク1世は逃亡に追い込まれ姿を隠した。これを聞くと、アッシュルバニパルは前666年に再び軍を率いてエジプトに進軍し、タヌトアメンを破った。エジプトにおけるクシュ人たちの拠点であったテーベが略奪されると（これは、この10年の間にテーベで行われた3度目の略奪であった）、タヌトアメンはエジプト遠征を断念してクシュへと逃げ戻った。
勝利を得たアッシュルバニパルは前665年にプサムテク1世を全エジプトのファラオとし、エジプト全土にアッシリアの守備隊を配置した。その後、アッシュルバニパルはアナトリアのタバル、北方のウラルトゥ、南東のエラムなど他の地域での戦いに注力した。彼のエジプトへの関心が低下したことを受けて、エジプトは流血を伴うことなくアッシリアの支配から緩やかに離脱していった。

### 一度目のエラム遠征

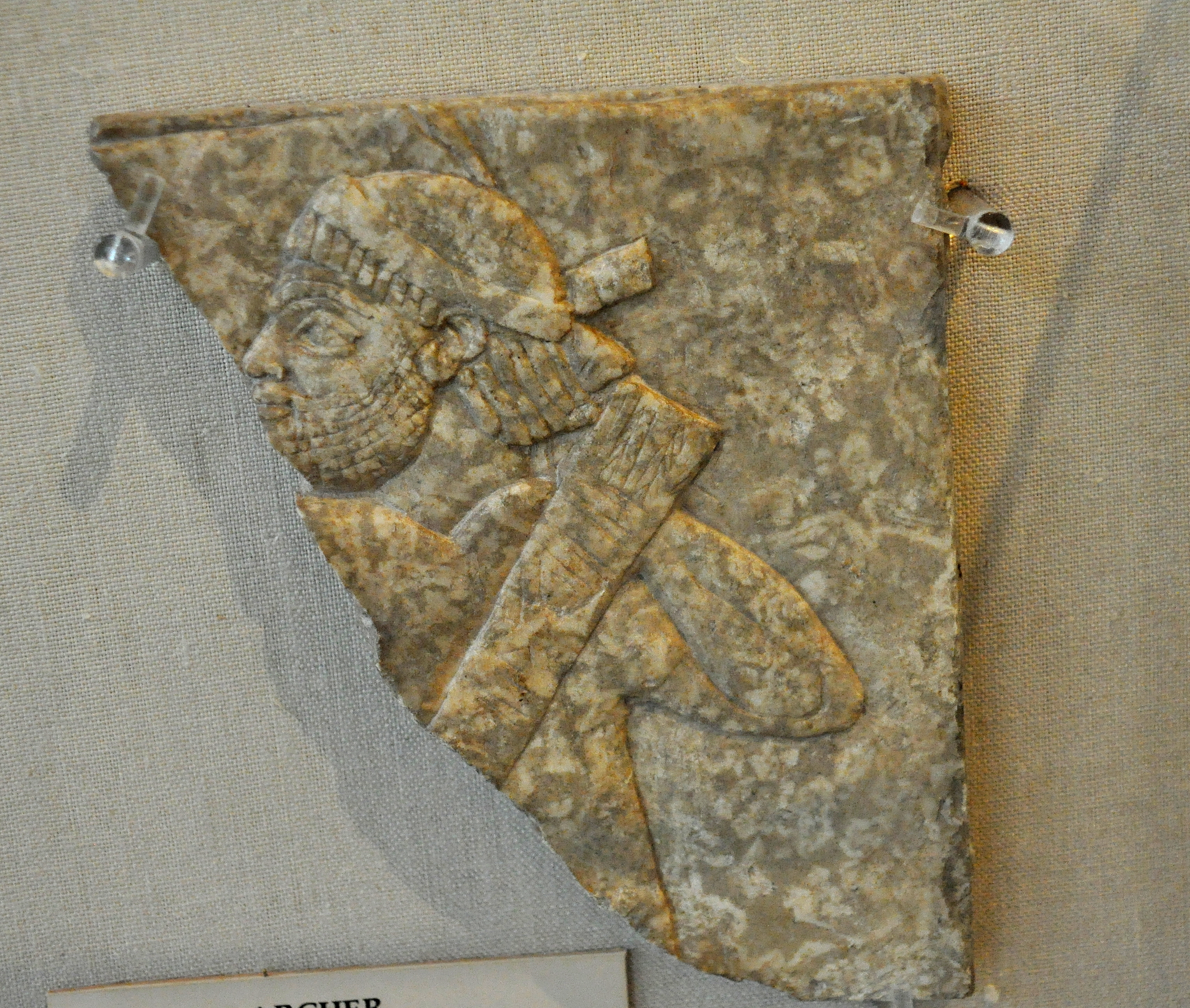
ニネヴェで発見されたアッシュルバニパルのレリーフの1つに描かれたエラム人弓兵。

前665年、エラムの王ウルタクはアッシリア支配下のバビロニアに突如攻撃を仕掛けたが、失敗してエラムに後退し、その後まもなく死亡した。ウルタクのエラム王位はテウマンに引き継がれた。この人物はそれまでの君主家系と繋がりを持っておらず、政敵を殺害することで支配を安定させていた。エラム王位を巡って主に争っていた相手であるウルタクの息子たちのうち3人がアッシリアに逃亡した。テウマンが彼らの引き渡しを要求したにもかかわらず、アッシュルバニパルは彼らを庇護した。
エラムに対する勝利の後、アッシュルバニパルは領内の一連の反乱に対処しなければならなかった。バビロニアにおけるガンブル族（アラム人の部族）の首長ベール・イキシャ（Bel-iqisha）はエラム人の侵攻を支持していたと疑われており、権限の一部を手放すことを強要され、その後に反乱を起こした。この反乱についてはほとんど何もわかっていないが、アッシュルバニパルがウルクの総督ナブー・ウシャブシ（Nabu-ushabshi）にベール・イキシャ攻撃を命じたことが現存する当時の書簡によって知られている。これはアッシュルバニパルの攻撃命令に対するナブー・ウシャブシからの返信であり、ナブー・ウシャブシはアッシュルバニパルに対してベール・イキシャが反乱を起こしエラム人を引き込んだと述べている。ナブー・ウシャブシはアッカドの地の全域から兵を動員することを請け合っているが、ベール・イキシャの反乱が大きな被害を出した形跡はなく、年代記では言及されていない。彼は間もなく殺害され、前663年にはベール・イキシャの息子ドゥナヌがアッシュルバニパルに降伏した。
シャマシュ・シュム・ウキンは前653年までにはアッシュルバニパルの支配にうんざりしていたように思われる。バビロンで発見された碑文によって、アッシュルバニパルがシャマシュ・シュム・ウキンの業務を管理し、本質的には自らの指示に従わせていたことが示されている。シャマシュ・シュム・ウキンはエラム王テウマンに使者を送りアッシュルバニパルの支配を揺るがすためにエラム軍を利用しようとした。アッシュルバニパルはシャマシュ・シュム・ウキンが関与していることを知らなかったようであるが、前652年にエラム人を打ち破り、その都市や国家自体を破壊した。このエラム遠征における最後の戦いはエラムの首都スーサの近郊で行われ、アッシリアの決定的な勝利に終わった。この結果の原因の一部はエラム軍部隊が逃亡したことによる。テウマン王はこの戦いで死亡した。この勝利の余波の中で、アッシュルバニパルはウルタクの息子のうち2人、ウンマニガシュをマダクトゥ（エラムの王宮があった都市、正確な位置は知られていない）とスーサの王に据え、タンマリトゥ1世をヒダルの王とした。アッシュルバニパルは自身の碑文においてこの勝利を次のように描写している。
恐るべき嵐の襲来の如く、余はエラムの全てを滅ぼした。余は、彼らの王テウマンの首を落とした。この男は、傲慢で悪事を企む者だ。余は数え切れないほどの兵士を殺した。生き残った兵士たちは余の手で捕らえた。余はスーサの平原を、まるでバルトゥ（baltu）やアシャグ（ashagu）の（木がいたるところに生えるが）ごとく彼らの死体で満たした。余は彼らの血をウライ（Ulai）に流し、その水を羊毛の如く赤く染めた。
以前降伏したガンブル族のドゥナヌとその兄弟のサムグヌ（Sam'gunu）は、このアッシュルバニパルとテウマンの戦いが始まる以前に再び反乱を起こしていたと見られ、対エラム戦争が始まると、エラム側に同調した。そのために彼は家族もろとも捕らえられ殺害された。懲罰として、ガンブル族の首都シャピベル（Shapibel）は水没させられ、多くの住民が殺戮された。アッシュルバニパルはドゥナヌに替えてリムトゥ（Rimutu）という貴族を新たなガンブル族の族長とした。彼はかなりの金額を貢納としてアッシュルバニパルに支払うことに合意していた 。アッシュルバニパルはドゥナヌに対する自身の報復を以下のように描写している。
帰りの行軍において余はガンブル族の王ドゥナヌと対峙した。彼は、エラムを信じる者だった。ガンブル族の拠点シャピベル（Shapibel）を余は占領した。余はこの町に入り、その住民を子羊を屠るかのごとく殺戮した。ドゥナヌとサムグヌは私の主権の行使を妨げた者たちだが、彼らには、鉄の手かせ・足かせをはめてやった。ベール・イキシャの残りの息子たち、その家族、その父親の血を引く者、そこにいた者は全て、 ナブー・ナーイド（Nabû-nâ'id）、ベール・エティル（Bêl-êtir）、総督たるナブー・シュム・エレシュ（Nabû-shum-êresh）の息子たち、彼らを生み出した父の遺骨、ウルビ（Urbi）とテベ（Tebê）、ガンブルの民、牛、羊、ロバ、馬、ラバを、余はガンブルからアッシリアへと運んだ。彼の本拠地シャピベルを、余は完全に破壊して荒らし、がれきの山で埋め尽くした。
アッシリア軍がエラムに遠征している最中、ペルシア人、キンメリア人、メディア人の同盟軍がアッシリアの首都ニネヴェに進軍し、市壁にまで到達した。この脅威に対抗するためにアッシュルバニパルは同盟を結んでいたスキタイ人を呼び寄せ敵軍を撃破した。メディア王フラオルテスはこの戦闘で殺害されたと一般的に考えられている。この攻撃の記録は乏しく、そもそもフラオルテスがこの戦いに参加していなかった可能性もある。彼の死は、アッシュルバニパル以後のアッシリア王によるメディア遠征時の出来事かもしれない。

### リュディアとキンメリア人の処理

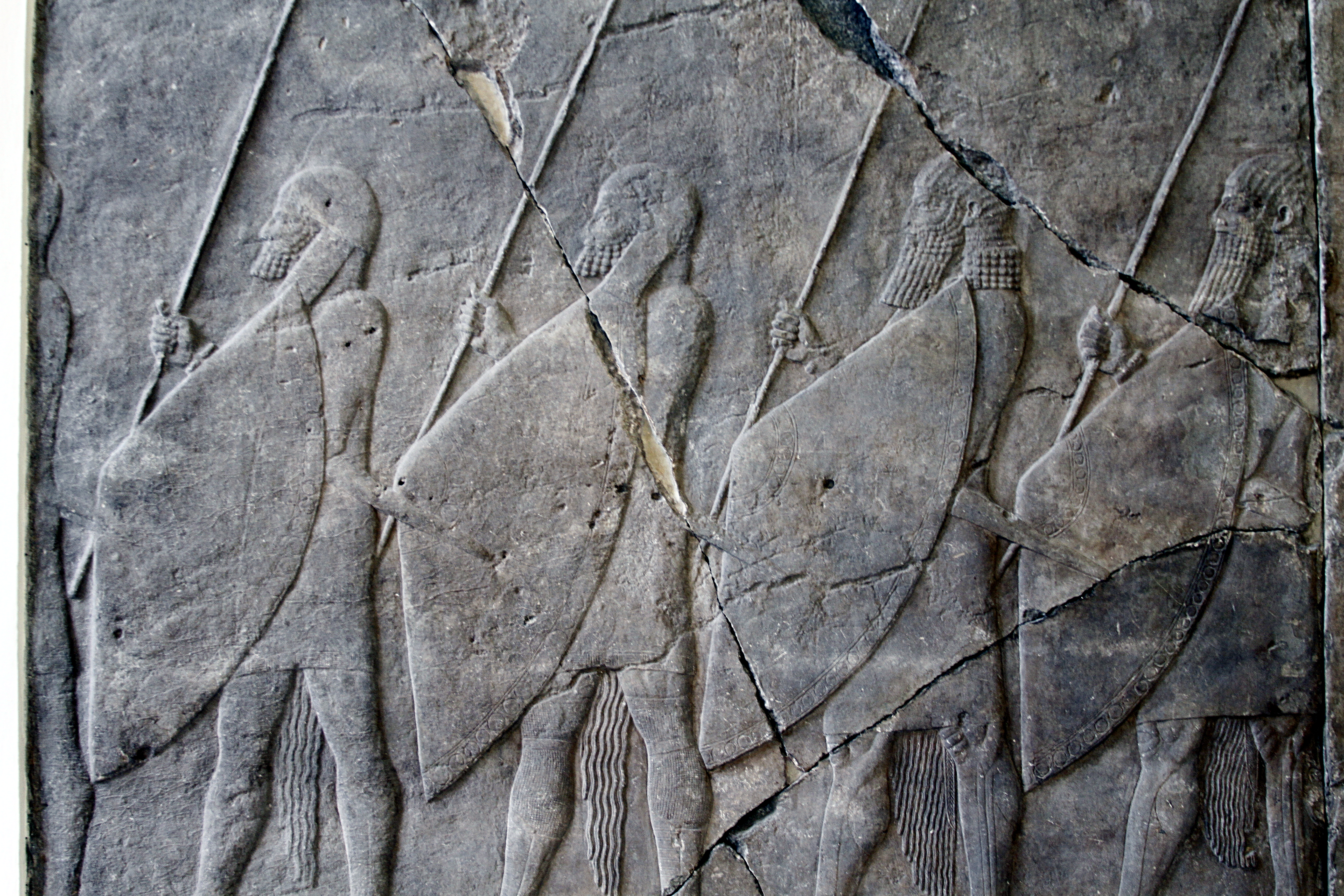
ニネヴェの宮殿のレリーフに描かれたアッシリアの槍兵。7世紀。ペルガモン博物館にて展示。

アッシュルバニパルが残した年代記によれば、彼の治世第3年（前665年）、ルッディ（Luddi）の王グッグ（Guggu)がギミライ（Gimirrai）の攻撃を受けた際、アッシュル神がグッグに対してアッシリアに助けを求めるよう、夢の中で神託を与えた。グッグはそれに従ってアッシュルバニパルに使者を送り、アッシュル神とイシュタル神の力を得てギミライを撃破して、捕らえたギミライの首長二人を貢物と共にアッシリアに送り届けたという。この碑文に登場するルッディは、ヘロドトスなど古代ギリシアの著作家が記録に残している西アナトリアの国家リュディアに対応すると考えられる。同じくグッグはリュディアの伝説的な王ギュゲス、ギミライはギュゲス王の時にリュディアを席捲したことが知られるキンメリア人に対応する。キンメリア人はアッシリアの北、カフカス南部に居住していたインド・ヨーロッパ語を話す遊牧民で、アッシュルバニパルの父エサルハドンの時代にアッシリアを侵略したが撃退され、その後矛先をリュディアへと変えていた。
この年代記の記録に依れば、ギュゲスはキンメリア人を撃退した後にアッシリアとの通交を打ち切り、その代わりにエジプトの王プシャミルキ（Pušamilki、プサムテク1世）との同盟を計画した。これを聞きつけたアッシュルバニパルはアッシュル神に祈ってギュゲスを呪詛し、逆にキンメリア人の側に立った。この結果としてリュディアは前652年から前650年頃にかけて再びキンメリア人に制圧されたという。ギュゲスの死後、リュディアの王位を継いだ息子（ヘロドトスによればアルデュス）は再びアッシュルバニパルの支援を求めた。この時、彼は使者を通じて「あなたは、神々が見（恵み）給える王である。あなたは私の父を呪った。悪事はかれを見舞った。私は、あなたを畏れる奴隷であり、私に恵みをたれ給う。私があなたの軛を負うように」と述べたと、アッシュルバニパルの年代記は伝えている。
アッシリアにとってリュディアとの接触は新しい事態であり、アッシュルバニパルの年代記においてルッディ（リュディア）は「父祖である諸王がその名をきいたことのない遠隔の地」と描写されている。キンメリア人のリュディア侵入についてのこの年代記の記録は概ねヘロドトスが著書『歴史』で記録している内容と一致しているが、ヘロドトスの記録にはアッシリアの動向についての言及はなく、キンメリア人のリュディア侵入はスキタイ人によって彼らが原住地を追われたためであるとされている。キンメリア人とリュディアの戦いにおいて、アッシュルバニパルが実際にどのように関与したのかは不明である。ヘロドトスによればリュディアはアルデュスの孫アリュアッテス王の治世になってようやく完全にキンメリア人を撃退した。

### シャマシュ・シュム・ウキンの反乱

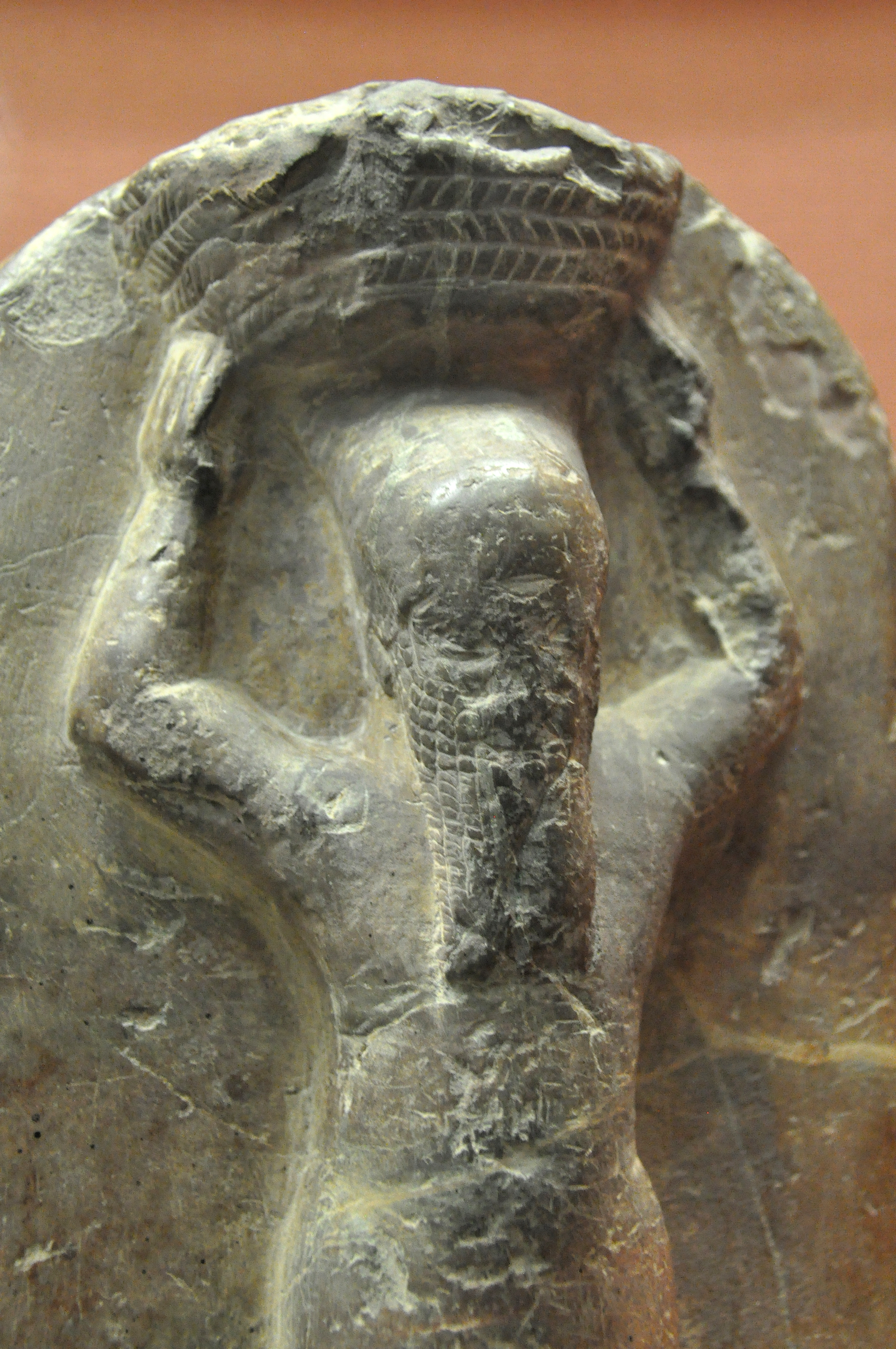
カゴを運ぶシャマシュ・シュム・ウキンの石製記念碑。前668年-前655年。ボルシッパのナブー神殿で発見。現在大英博物館収蔵。

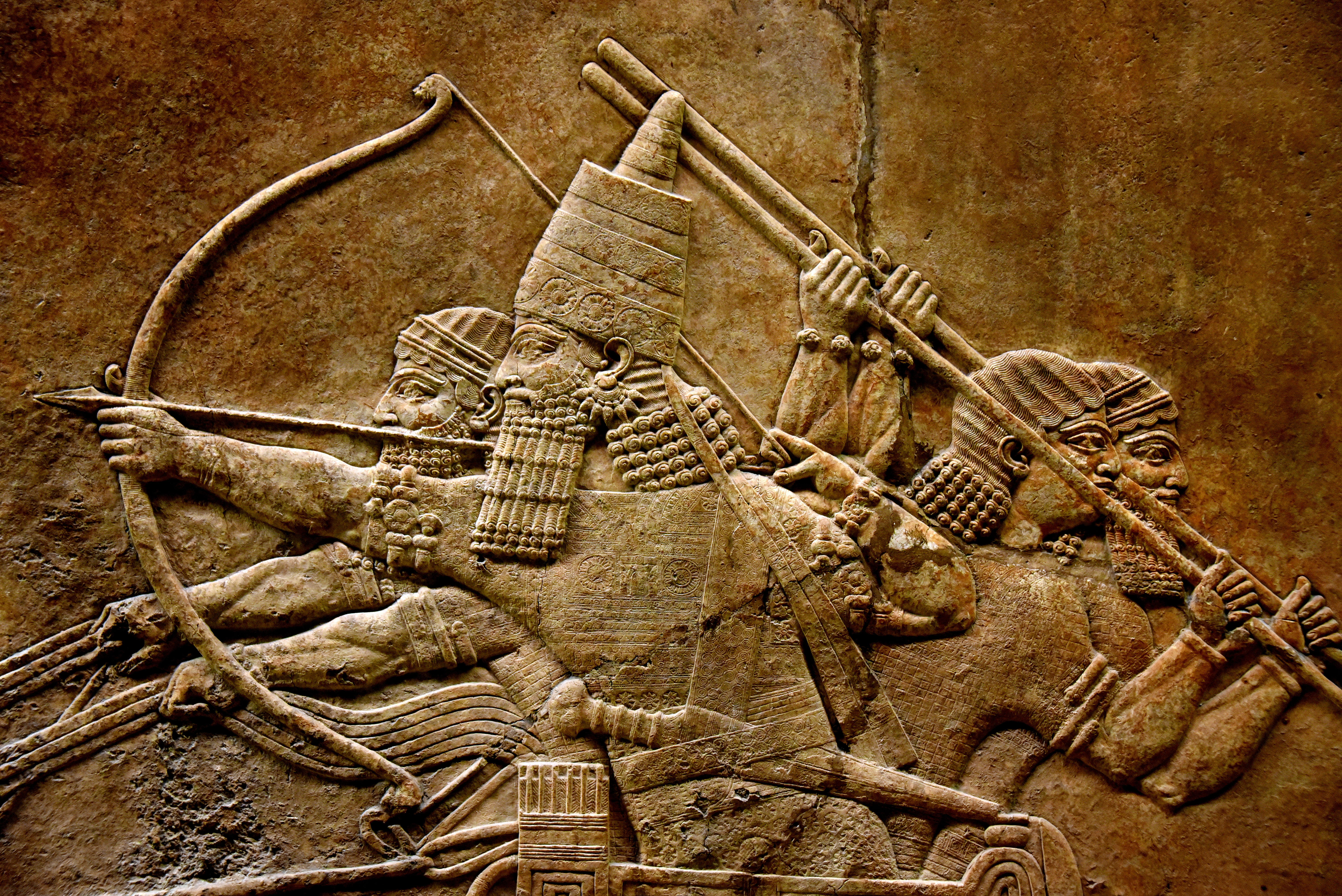
アッシュルバニパルの獅子狩りに描かれた戦車の上で弓を構えるアッシュルバニパル

前650年代までには、シャマシュ・シュム・ウキンとアッシュルバニパルの間の敵対関係は彼らの家臣たちの目には明白なものとなっていた。シャマシュ・シュム・ウキンの宮廷の廷臣であったザキル（Zakir）からアッシュルバニパルへ送られた書簡では、シャマシュ・シュム・ウキンの面前で「海の国」からの使者がアッシュルバニパルを公然と非難したことを説明し、「これは王の言葉ではありません！」というフレーズを用いている。シャマシュ・シュム・ウキンはこの使者に対して怒ったが、彼とバビロンの総督ウバルはこの使者を罰しないことにしたとザキルは報告している。恐らく、シャマシュ・シュム・ウキンの反乱の背後にある最も重要な要素は、アッシュルバニパルに対する彼の地位への不満、アッシリアに対するバビロニア人一般の不変の恨み、そしてアッシリアに対する戦争を起こす者に対してはそれが誰であれ加担するエラムの君主の不断の意欲であった。
シャマシュ・シュム・ウキンは前652年にアッシュルバニパルに対して反旗を翻した。この内戦はその後3年間続くことになる。シャマシュ・シュム・ウキンは反乱に際してアッシュルバニパルに対する何等かの中傷をバビロンの人々に向けて行ったと見られ、アッシュルバニパルがバビロン市民に向けて、シャマシュ・シュム・ウキンの言葉を信じることのないように促し、また、反乱に加担したことの罪に対して温情をもって対応すると述べて自分の側に帰参するように呼び掛けた書簡が現存している。この中で彼は「この（我が）兄弟でない者がお前たちに話した（根拠のない）風の（ような）言葉、我に関し語られたすべての言葉を我は聞いた。だがそれは風である。彼を信じてはならない」と始めている。シャマシュ・シュム・ウキンに言及するアッシュルバニパルの碑文には次のようなものがある。
不実なる余の兄弟シャマシュ・シュム・ウキン、余が親身に取り扱い、バビロンの王に取り立てたる者 ― 王権に必要な、ありとあらゆるものを余は彼に与えた。兵士たち、馬、戦車。私がこれらの装備を調え、彼の手に与えたのだ。街や畑、農園、そこで暮らす者たち。父が命じたよりも多くのものを余は彼に与えた。しかし近頃、余が見せたこの慈愛を彼は忘れ去り、悪を企んだ。外面ではその唇で彼は正しき言葉を発していたが、内面では彼の心は殺人を企てていた。アッシリアに忠良なるバビロニア人たち、そして我が忠誠なる臣下たちを、彼は欺き、嘘を吹き込んだ。
シャマシュ・シュム・ウキンが反乱を始めた直後、他の南部メソポタミア地域もまた彼と共にアッシュルバニパルに反乱を起こした。さらにアッシュルバニパルの碑文によれば、シャマシュ・シュム・ウキンはアッシリアに対抗するための同盟相手を見つけることに成功していた。アッシュルバニパルはシャマシュ・シュム・ウキンの同盟者たちを3つのグループに分類している。第一に何よりもカルデア人、アラム人、その他のバビロニアの人々。第二にエラム人。第三にグティ人、アムル人（アモリ人）、メルッハの王たちである。最後のグループの王たちはおそらくメディア人を指しているが（グティ人、アムル人、そしてメルッハはこの時点ではもはや存在しない）、これははっきりしない。メルッハはエジプトのことであるかもしれないが、エジプトはこの反乱でシャマシュ・シュム・ウキンを支援してはいない。シャマシュ・シュム・ウキンがエラムに送った大使は贈り物（アッシュルバニパルはこれを「賄賂」と呼んでいる）を渡しており、エラム王ウンマニガシュはテウマンの息子ウンダシェ（Undashe）を司令官としてシャマシュ・シュム・ウキンの反乱に援軍を派遣した。
一見強力に見えるこの同盟であったが、シャマシュ・シュム・ウキンの状況は前650年までには厳しいものとなった。アッシュルバニパルの軍勢はシッパル、ボルシッパ、クタ、そしてバビロン自体をも包囲下に置いた。包囲の中、バビロンは飢えと疫病に耐えたが、ついに前648年5月頃に陥落し、アッシュルバニパルによって略奪された。シャマシュ・シュム・ウキンは宮殿で自分と家族に火をかけ自殺した。アッシュルバニパルは彼の勝利とシャマシュ・シュム・ウキンの支持者に対する復讐を碑文で次のように述べている。
アッシュル神、シン神、シャマシュ神、アダド神、ベール（マルドゥク神）、ナブー神、ニネヴェのイシュタル神、キドムリ（Kidmuri）の女王、アルベラのイシュタル神、ウルタ神、ネルガル神、ヌスク神が、我が前を行軍し我が敵を殺戮した。そして余に仇なす兄弟、我が敵となりしシャマシュ・シュム・ウキンを燃え盛る業火の中へ放り込み破滅させた。しかし、余に仇なす兄弟シャマシュ・シュム・ウキンの計画を企て悪を行ったが、死を恐れ自らの命を尊ぶ者どもは、彼らの主君シャマシュ・シュム・ウキンと共に火の中に身を投じなかった。彼らのうち、死を与える鉄剣、そして飢餓が訪れる前に逃げた者どもがいたが、我が主、大いなる神々の投網は捕らえ、法の裁きを与えた。一人として逃げ果せた者はいなかった。私の手から滑り落ちず、神々が私の手に渡した罪人、戦車、馬車、輿、彼の愛妾を我が前に運んだ。その唇から卑しさを紡ぎだし、我が神アッシュルに対し俗悪なる言葉を発し、この神を畏れる余に対して悪を行った者ども。余は彼らの舌を切り裂き、法で裁いた。残りの生きている者たちについては、彼らが切り倒した、余を生み出したる父の父センナケリブ、その巨像のそばでこれを斬り殺し、私を生み出したる父の父であるセンナケリブの遺影に捧げる犠牲とした。彼らのバラバラにした死体を、余は犬、豚、オオカミ、鷲、そして天空の鳥と深淵の魚に与えた。
シャマシュ・シュム・ウキンが敗れた後、アッシュルバニパルはバビロンの新たな王としてカンダラヌを任命した。カンダラヌは恐らくアッシュルバニパルの弟の一人であろう。シャマシュ・シュム・ウキンの領地がカンダラヌの領地とされ、同時にアッシュルバニパルはニップル市を拡張し、アッシリアの強力な要塞とした。カンダラヌの権限は極めて限られたものであった可能性が高く、バビロンにおける彼の治世の現存史料はほとんどない。もし、カンダラヌがアッシュルバニパルの兄弟ではないとすれば、恐らく彼はシャマシュ・シュム・ウキンの反乱においてアッシュルバニパルと結んだバビロニアの貴族であり、褒章として玉座を与えられたのであろう。カンダラヌは恐らく本当の意味での政治的・軍事的な実力を欠いており、それはアッシリアの手に確固として握られていた。

### 二度目のエラム遠征

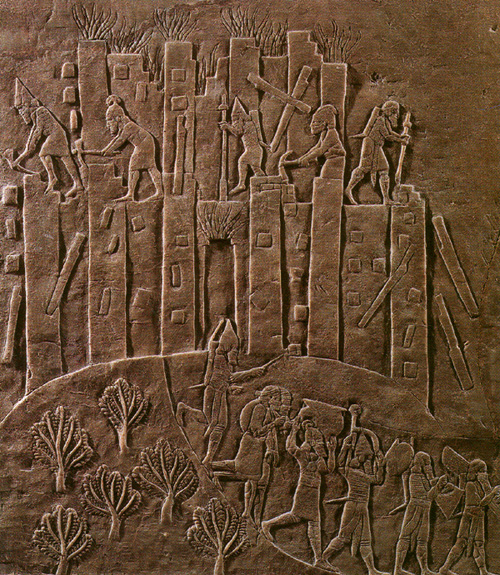
アッシュルバニパルのエラムに対する遠征はスーサ市の破壊を描いたこのレリーフで誇らしげに記録されている。このレリーフでは街から火の手が上がり、アッシリアの兵士たちがつるはしとバールで街を破壊し、戦利品を運び去っている。現在、このレリーフはルーブル美術館で展示されている。

ウンマニガシュ統治下のエラムはシャマシュ・シュム・ウキンの側に立って反乱に参加し、アッシュルバニパルによってアッシリア帝国に組み込まれていたエラムの一部地方に対する支配権を部分的に回復していた。しかし、ウンマニガシュの軍勢はデール市の近郊で撃破され、その結果として彼はタンマリトゥ2世によってエラムから追放された。これによってタンマリトゥ2世がエラムの王となった。ウンマニガシュはアッシリアの宮廷に逃げ込みアッシュルバニパルの庇護を受けた。タンマリトゥ2世の統治は短期間であり、カルデア人の将軍ナブー・ベール・シュマティと協力して幾度かの戦闘で勝利を収めたにもかかわらず前649年の別の反乱で追放された。新たなエラム王インダビビの治世も非常に短く、アッシュルバニパルが自らの敵国に対してエラムが支援を行っていることを理由にエラムに侵攻するという脅しを行った後に殺害された。
インダビビに代わってフンバン・ハルタシュ3世がエラム王となった。ナブー・ベール・シュマティはエラム内の前線基地からアッシュルバニパルに対する戦いを続けた。フンバン・ハルタシュ3世はナブー・ベール・シュマティへの支援を放棄しようとしていたが、ナブー・ベール・シュマティは無視するのが不可能なほどエラム内に非常に多くの支持者を持っていた。このような情勢の中で、アッシュルバニパルは前647年に再びエラムに侵攻した。フンバン・ハルタシュ3世は短期間の抵抗を試みて失敗した後、マダクトゥ（Madaktu）の玉座を放棄して山岳地帯へ逃げ去った。フンバン・ハルタシュ3世はタンマリトゥ2世によって王位から退けられ、タンマリトゥ2世が復位した。アッシリア軍がフーゼスターン地方を略奪した後に帰国すると、フンバン・ハルタシュ3世もエラムに戻りさらに王位を奪還した。

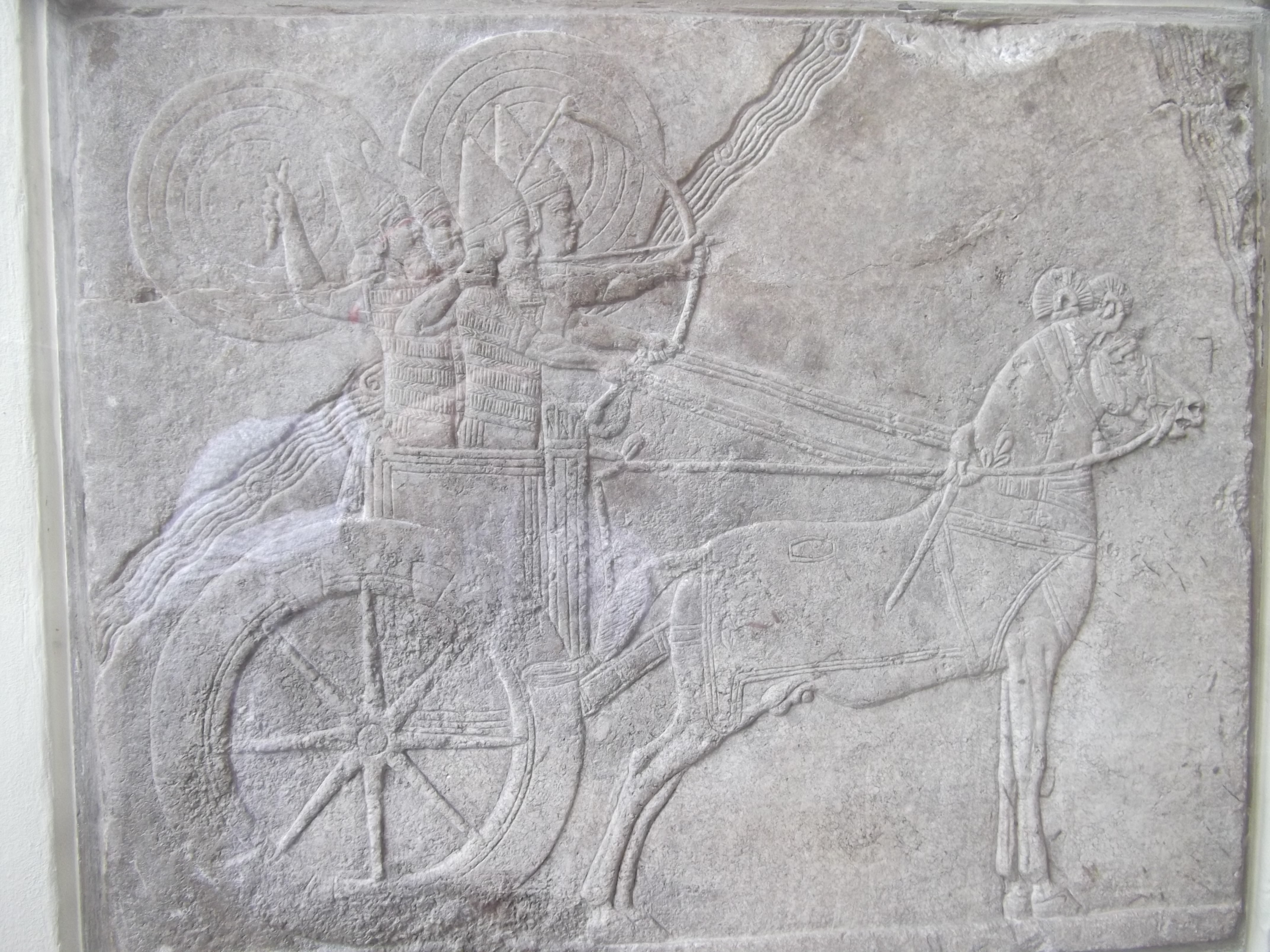
エラム遠征で描かれた戦車に乗るアッシリアの兵士たち。前650年頃。ペルガモン博物館で展示されている。

アッシュルバニパルが前646年にエラムに戻ったため、フンバン・ハルタシュ3世は再びマダクトゥを放棄し、まずドゥル・ウンタシュに逃げ、さらにエラム東方の山岳地帯へ逃げ込んだ。アッシュルバニパルの軍はその途上にある都市を略奪し破壊しながらフンバン・ハルタシュ3世を追撃した。エラムにある全ての政治的中心地が破壊され、それまではエラム王に貢納していた周辺の首長たちや小王国がアッシュルバニパルに貢納するようになった。こうした小王国の中には恐らく1世紀後にハカーマニシュ朝（アケメネス朝）によって作り上げられる帝国の前身であるパルスア（ペルシア）があった。パルスアの王クル（恐らくは大王クル2世/キュロス2世の祖父クル1世/キュロス1世と同一人物）は元々、アッシュルバニパルの遠征が始まった時点ではエラム側に立っていた。そのため息子のアルックを人質として差し出すことを余儀なくされた。Ḫudimiriと呼ばれる王によって統治されていた「エラムの向こうに広がる」王国のように、それまでアッシリアと接触を持ったことのなかった国々も、初めてアッシリアに貢納するようになった。
遠征からの帰途、アッシリア軍はスーサで残酷な略奪を行った。アッシュルバニパルの戦勝記念碑文では、この略奪が細部に至るまで詳細に描写されており、アッシリアによる王墓への冒涜、神殿に対する略奪と破壊、エラムの神々の像の奪取、そしてその地に塩を撒いたことが仔細に述べられている。これらの碑文の詳細さと長大さは、この出来事に文化的実体としてのエラムの打倒と根絶を宣言し、世界に衝撃を与える意図があったことを示している。この略奪についてのアッシュルバニパルの碑文の一部は以下の通りである。
彼らの神々の住処であり、彼らの神秘の玉座である、偉大にして神聖なる都市スーサを余は征服した。余は宮殿に入り、銀・金・財宝と富とが蓄えられた宝物庫の扉を開いた...。余はスーサのジッグラトを破壊した。余は輝く銅の角を破壊した。余はエラムの神殿を取り壊し、無に返した。余は彼らの神々と女神たちを風の中へ放り込んだ。彼らのいにしえの王たちと近年の王たちの墓を余は破壊し、太陽の下に晒し、彼らの遺骨をアッシュルの地へと運んだ。余はエラムの諸州を破壊し、余はそれらの地に塩を撒いた。
完膚無きまでの残忍な遠征にもかかわらず、エラムはその後しばらくの間、政治的実体を維持した。フンバン・ハルタシュ3世が帰還してマダクトゥで統治を再開し、（手遅れであったものの）アッシュルバニパルに向けてナブー・ベール・シュマティを差し向けた。しかし、ナブー・ベール・シュマティはニネヴェに向かう途中で自殺した。その後フンバン・ハルタシュ3世も反乱で退位させられ、捕らえられてアッシリアに送られた。この直後からアッシリアの史料はエラムについて語らなくなる。アッシュルバニパルはエラムの諸都市に新たな総督を任命することなく、遠征の後にエラムをアッシリアの属州として組み込もうともしなかった。そうする代わりに彼はエラムを破壊したまま無防備な状態のまま放置した。エラムは荒廃した無人居となったが、アッシュルバニパルの遠征の数十年後、ペルシア人たちがこの地域に移り住み、荒れ果てた都市を再建した。

### アラビア遠征

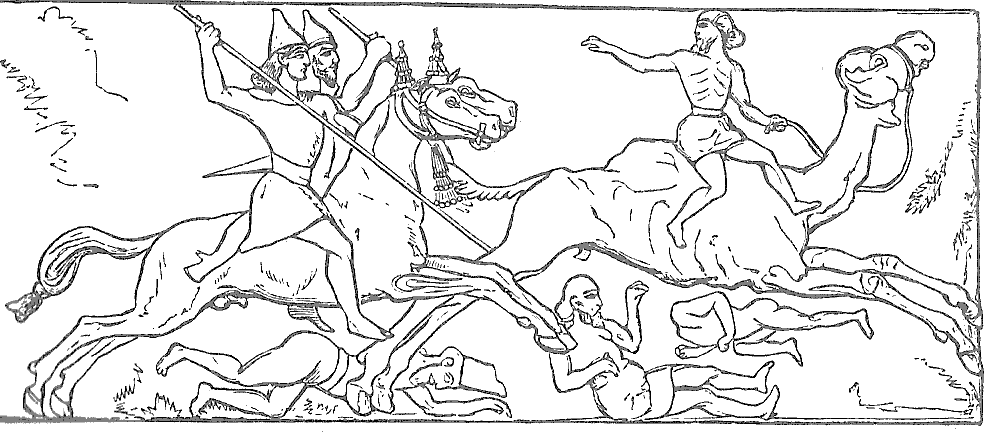
アラブ人を追うアッシリアの騎兵を描いた芸術作品。1904年のロシアの書籍『Всемирная история (в четырёх томах) Древний мир』より。

アラビア半島の諸部族に対するアッシュルバニパルの遠征について、現代の学者たちは比較的小さな関心しか払っていないが、彼が残した年代記の最後の版（A版）において最も長い記録がある軍事遠征である。ただし、アッシュルバニパルの年代記の記録は時系列が不確かであり、構成も複雑で史実の読み取りには多くの困難がある。編年に関する問題は歴史学者Israel Eph'Alの研究によって大部分解決されたものの、同じエピソードが複数回登場したり、文法上の誤りがあるなどの問題のほか、登場人物が物語の個々のエピソードで異なる立場を与えられているという問題もある。
また、年代記の各版の作成時に記載されたアラビア遠征の物語は、その都度いくらかの改変が行われている。アラブ人に対する遠征についてのアッシュルバニパルの最初の記録は前649年に作成され、ケダル人の王であるハザエルの子ヤウタ（Yauta）がAmmuladdinという他のアラブの王と共にアッシュルバニパルに反乱を起こし、アッシリア帝国の西方領土を略奪したことについて記述している（ハザエルはアッシュルバニパルの父エサルハドンに貢納を行っていた）。アッシュルバニパルの記録によれば、彼の軍はモアブの王カマス・ハルタの軍と共に反乱軍を打ち破った。Ammuladdinは捕らえられ鎖に繋がれてアッシリアに送られ、ヤウタは逃亡した。ヤウタに代わって、アビヤテ（Abiyate）というアッシリアに忠実なアラブ人の将軍がケダル人の王とされた。上に示したこの遠征についての最も古い記録は、「余のn番目の遠征」というフレーズが欠如し、敵対した人物を破ったとも述べず、敵の王が捕らえられて処刑されることもなく生き延びて逃亡しているという点において他の大部分のアッシュルバニパルの軍事記録と異なっている 。
この遠征についての第二の物語は前648年に作成されたもので、アッシュルバニパルがアラブ人の女王アディヤ（Adiya）を破ったこと、ヤウタがNabayyateのナトゥヌ（Natnu）という別の首長の下へ逃げたこと、ナトゥヌがヤウタの受け入れを拒否しアッシュルバニパルに忠実であり続けたことが記録されている。このバージョンと更にその後に作られたバージョンの物語にはヤウタが何年も前にエサルハドンに対して反乱を起こしたことについて言及されている。これらの後から作られた記録はまた、ヤウタの反乱をシャマシュ・シュム・ウキンの反乱と明確に結びつけ、それを同時に発生したものとし、ヤウタの反乱は、シャマシュ・シュム・ウキンによるアッシリア内戦が引き起こした混乱に乗じたものであることを示唆している。
短期間で終わったこの最初の遠征の後、アッシュルバニパルはアラブ人に対する2度目の遠征を実施した。アッシュルバニパルのこの戦いについての記録は大部分がシリアにおけるウイアテ（Uiate、ヤウタと混同されていたが、恐らく別人）とそのアラブ人兵士たちの捜索に関する彼の軍の動きに関するものである。この記録によれば、アッシリア軍はシリアをダマスカスに向けて行軍し、その後Hulhulitiに進み、その後アビヤテを捕らえ、さらにウショ（Uššo）とアッコ（Akko）を破った。アビヤテが反乱を起こした動機については何の言及もない。さらに、前の遠征でアッシュルバニパルを支援していたNabayyateは、この2度目の遠征では撃破した相手として言及されている。この関係の変化について明らかにするような追加の情報は存在しない。
アラビア遠征の物語の最後のバージョンでは、この2度の遠征はアッシュルバニパルの9度目の遠征を構成するものとされており、その内容がさらに広げられている。このバージョンではヤウタではなくアビヤテがケダル人の王とされ、シャマシュ・シュム・ウキンの反乱に加わったアラブ人の将軍はヤウタではなくAmmuladdinとなっている。そして、アッシュルバニパルが戦利品をアッシリアに持ち帰ったことで、アッシュルバニパルの帝国におけるインフレと、アラビアにおける飢餓が引き起こされたとされている。また、アッシリア軍だけではなくアッシュルバニパル自身も、個人的に戦闘で勝利を収めたことが明らかにされている。この後から作られたバージョンの物語ではウイアテが捕らえられ、エラムでの戦争で捕らえられた捕虜と共に、ニネヴェのパレードで引き回されたと述べられている。

### 王位継承と編年

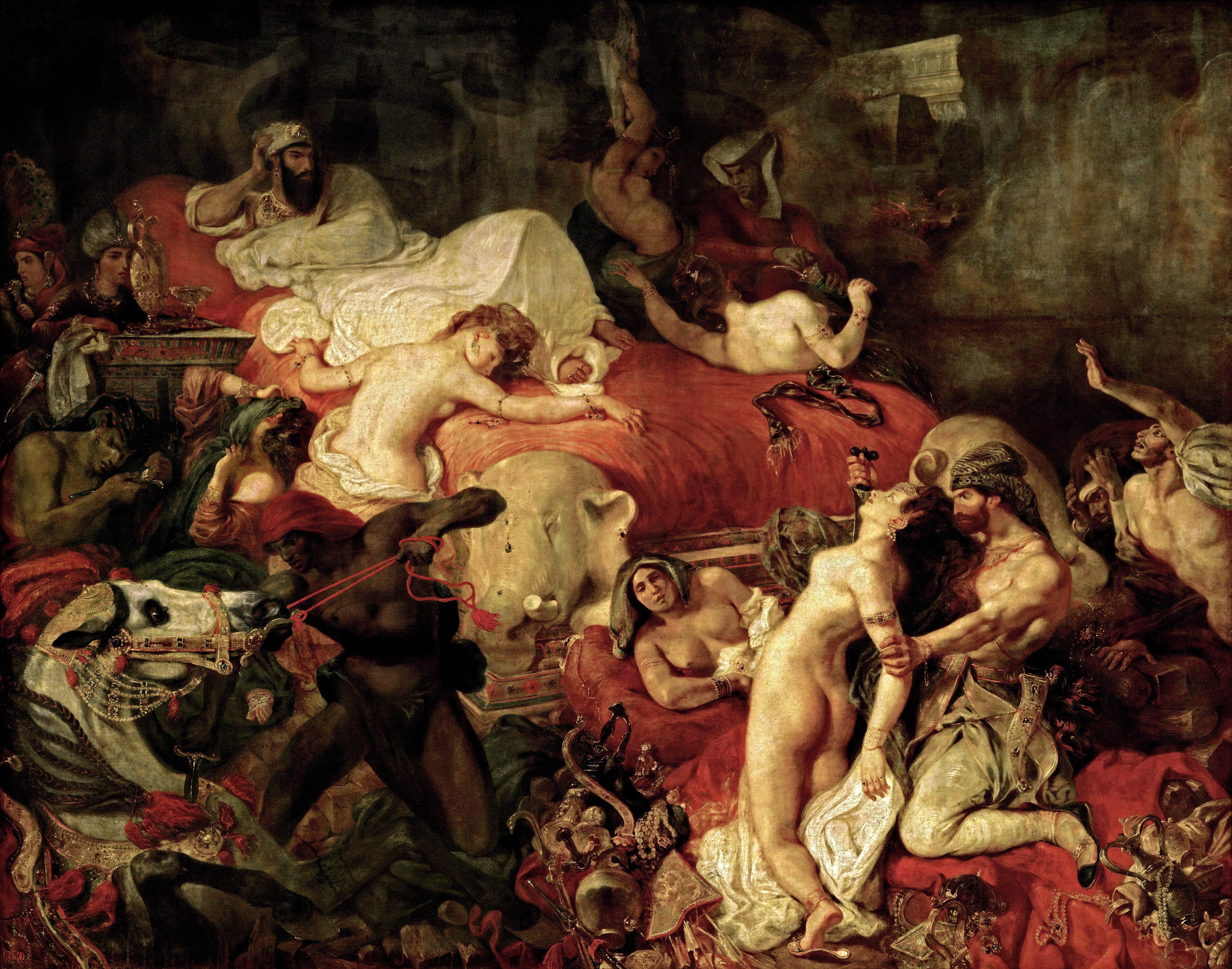
ウジェーヌ・ドラクロワ作、サルダナパロスの死（1827年）。侵略者が彼の都市を略奪し、彼のハレムで虐殺を行うのを無感動に見ている様を、古代ギリシアの作家の作品に基づいて描いた作品。史実とは異なるロマン主義の作品である。アッシュルバニパルはサルダナパロスという名で知られていた。

アッシュルバニパルの治世の終わりと、その後継者アッシュル・エティル・イラニの治世の始まりは史料の欠乏によって謎に包まれている。アッシュルバニパルが保存していた年代記は彼の治世の主たる史料であるが、恐らくは彼の病のために前636年で終わっている。アッシュル・エティル・イラニの碑文ではアッシュルバニパルが自然死したことが示されているが、その死が正確にいつのことであったかを明らかなものとはしていない。考古学的な発掘と発見が行われる前の1800年代、アッシュルバニパルは古代ギリシアの著作からサルダナパロスという名前で知られており、アッシリア最後の王と誤認識されていた。彼の死について人気のあった物語として、前612年のニネヴェの陥落の時（実際にはアッシュルバニパルの死のほぼ20年後の出来事である）、サルダナパロスが宮殿もろとも自分自身と生き残っていた側女および下僕を焼いたというものがある。

新アッシリア時代、アッシュルバニパルが死亡した頃の帝国の版図。深緑はアッシリアのpahitu/pahutu（属州）、黄緑色はmatu（従属王国）、クリーム色はバビロニアの従属王国、黄緑色の点はその他の従属王国、黒い点はバビロンの王国のpahitu/pahutu（属州）、茶色の文字はかつて存在した属州。

アッシュルバニパルの最後の年を前627年とする見解が繰り返されているが、これは1世紀近く後の新バビロニアの王ナボニドゥスの母親がハッラーン市に作らせた碑文に基づいている。アッシュルバニパルが生きて王として統治していたことを示す最後の同時代史料は前631年に作られたニップル市の契約書である。アッシュルバニパルの後継者たちの統治期間と整合させるため、アッシュルバニパルはこの前631年に死亡したか、退位したか、あるいは追放されたということが一般的に合意されている。通常は前631年が彼の死亡年とされている。もし、アッシュルバニパルの治世が前627年に終わったとすれば、バビロンから発掘された、彼の後継者であるアッシュル・エティル・イラニとシン・シャル・イシュクンの碑文の内容とつじつまが合わなくなる。バビロンは前626年にナボポラッサルによって占領され、その後再びアッシリアの手に戻ることはなかった。
この２人の王のバビロン統治期間から逆算すれば、アッシュルバニパルのバビロン統治の終期は前631年となるはずであるが、前627年まで統治したという説を正当化する1つの可能性は、アッシュルバニパルと息子のアッシュル・エティル・イラニが共同統治を行っていたと仮定することである。しかし、それ以前のアッシリアの歴史において共同統治の実例は全く存在せず、またこの説は、アッシュル・エティル・イラニが自身の碑文で父の治世が終わった後に王位に就いたと述べていることと明白に矛盾する。在位42年という誤った説が生じた原因として、後世のメソポタミアの歴史編さんにおいて、アッシュルバニパルがバビロンをシャマシュ・シュム・ウキンやカンダラヌと共同統治したという情報が作用した可能性はある。この２人のバビロン統治期間を合計すると42年間に及ぶからである。ただし、カンダラヌが死亡したのは紀元前627年だが、アッシュルバニパルはその3年前に死亡している。
かつて支持を集めた別の説には、アッシュルバニパルとカンダラヌが同一人物であり、「カンダラヌ（Kandalanu）」は単にアッシュルバニパルがバビロンで使用した即位名であるというものがある（従って、この説ではアッシュルバニパルの治世が前627年まで続いたとする）。この見解を擁護するものには例えばポーランドの歴史学者シュテファン・ザワドスキの著書『The Fall of Assyria』（1988年）があるが、これは複数の理由からあり得そうもないと考えられている。それまでのアッシリア王の中にバビロンにおいて別名を使用していた王は知られていない。バビロニアから発見された碑文でもまた、アッシュルバニパルとカンダラヌの治世期間の長さは異なっており、アッシュルバニパルの治世は彼が年間を通して王であった最初の年（前668年）を起点とし、カンダラヌの治世はやはり彼が年間を通して王であった最初の年（前647年）を起点として数えられている。個人としてバビロンを統治していた全てのアッシリア王が「バビロンの王」という称号を自らの碑文で用いているが、アッシュルバニパルの碑文では前648年以降に作られたものでさえこの称号は使用されていない。最も重要なことは、バビロニアの史料がアッシュルバニパルとカンダラヌを2人の別の人物として取り扱っていることである。同時代のバビロニア史料も、アッシュルバニパルをバビロンの王として描写していない。
アッシュルバニパルの地位は息子のアッシュル・エティル・イラニに継承された。また別の息子、シン・シャル・イシュクンには要塞都市ニップルが与えられ、カンダラヌが死亡した時にはバビロンにおけるカンダラヌの後継者となることが定められた。この決定は、アッシュルバニパルの父エサルハドンの王位継承計画の影響を受けたものと思われる。

## 家族と子供たち

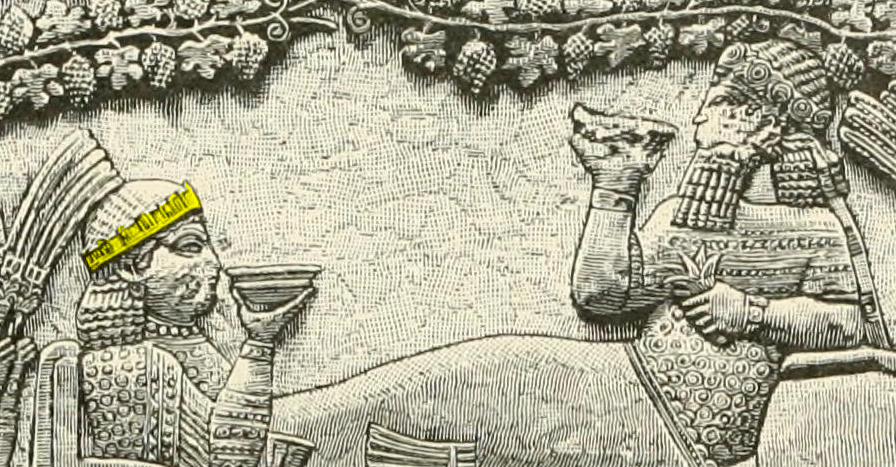
食事をするアッシュルバニパル（右）と王妃リッバリ・シャラト（Libbali-sharrat、左）

アッシュルバニパルの王妃の名はリッバリ・シャラト（アッカド語：Libbali-šarrat）である。彼女についてはあまりよくわかっていないが、アッシュルバニパルが王となった時には既に結婚していた。結婚の時期は前673年頃、エサルハドンの妻エシャラ・ハンマト（Esharra-hammat）が死亡した頃のことであったとも考えられる。
3人のアッシュルバニパルの子供の名前がわかっている
- アッシュル・エティル・イラニ（アッカド語：Aššur-etil-ilāni[65]）：前631年から前627年までアッシリア王として統治した[2]。
- シン・シャル・イシュクン（アッカド語：Sîn-šar-iškun[66]）：前627年から前612年までアッシリア王として統治した[2]。
- ニヌルタ・シャル・ウツル（アッカド語：Ninurta-šarru-uṣur[67]）：下位の王妃（リッバリ・シャラトではない）の息子。政治的な役割は果たしていなかったと思われる[67]。

シン・シャル・イシュクンの碑文では、彼は「同等者たち（例えば兄弟など）の中から」王権に選ばれたと述べている。これはアッシュルバニパルには上記の3人のほかにもさらに別の息子たちがいたことを示している。
アッシリアが前612年から前609年にかけて滅亡した後、アッシュルバニパルの血脈はメソポタミアの権力の座に舞い戻った可能性もある。新バビロニア最後の王ナボニドゥス（在位：前556年-前539年）の母はハッラーン出身であり、アッシリア人の祖先を持っていた。この女性、アッダゴッペは、彼女自身の碑文によればアッシュルバニパルの統治第20年（前648年、アッシュルバニパルが通年で王であった最初の年を起点とする）に生まれたという。イギリスの学者ステファニー・ダリーは、ナボニドゥスがアッシュルバニパルの系譜に連なるという彼女の碑文の主張に基づいて、「ほぼ確実に」アッダゴッペがアッシュルバニパルの娘であったと考えている。アメリカの聖書研究者マイケル・B・ディック（Michael B. Dick）はこれに反論し、ナボニドゥスはかなりの期間をかけて古いアッシリアのシンボルを復活させ（例えば、彼は自分自身の姿を外套にくるまれた姿で描かせている。このような描写は他の新バビロニア王のものには存在しないが、アッシリアの芸術作品には登場する）、アッシリアのサルゴン王朝と自分自身を関連付けようとしてはいるものの、「ナボニドゥスがサルゴン王朝と関係があったという何らの証拠も存在しない」と述べている。

## 遺産

### アッシュルバニパルの図書館

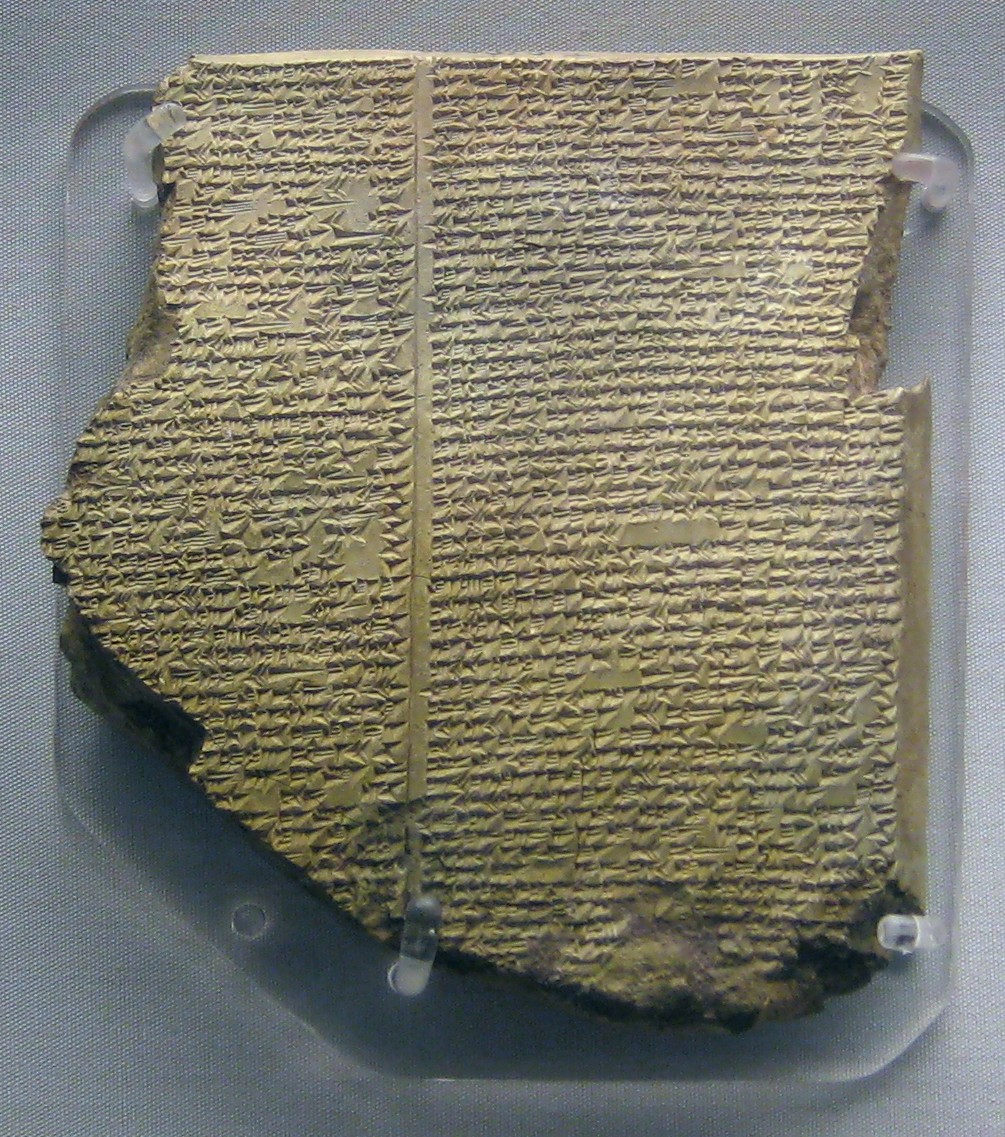
『ギルガメシュ叙事詩』の一部を含む粘土板文書。アッシュルバニパルの図書館で発見された。現在は大英博物館で展示されている。

アッシュルバニパルの図書館は世界で初めて体系的に組織された図書館であった。この図書館はアッシュルバニパルの最も良く知られた業績であり、この王自身も自らの最も偉大な業績であると考えていた。この図書館はアッシュルバニパルの命令によって整備され、各地の神殿の図書館からあらゆる種類とジャンルの文書を収集し複写するために帝国全土に書記が派遣された。集められた文書の大半は出来事の前兆の観察文書、人物や動物の詳細な行動記録、天体観測文書などであった。またこの図書館には、シュメール語とアッカド語やその他の言語の辞書、儀式、寓話、祈祷、呪文のような多くの宗教的文書もあった。
『ギルガメシュ叙事詩』『エヌマ・エリシュ』（バビロニアの創世神話）『エッラ』、『エタナ物語』、『アンズー鳥の物語』のような、今日知られている伝統的なメソポタミアの物語の大半は、アッシュルバニパルの図書館に収蔵されていたことによって現代に残されたものである。この図書館はアッシュルバニパルの文学的関心の全てを網羅し、民話（『千夜一夜物語』の前身の一つである『ニップルの貧者』など）、手引書、そして科学的文書も収蔵していた。
アッシュルバニパルは30,000枚以上に及ぶ、膨大な粘土板文書の蔵書を収集する理由を次のように述べている。
余はアッシュルバニパル。世界の王。神々が叡智を授け給うた者。学識の最も難解なる内容についての明敏なる見識を獲得した者（余の前任者にそのような知識を得ていた者はいない）。余は将来のためにニネヴェの図書館にこれらの粘土板文書を置いた。余の人生と我が魂の幸福のために。我が王室の名の基礎を保つために。
ニネヴェは前612年に破壊され、アッシュルバニパルの図書館はアッシュルバニパルの焼け落ちた宮殿の壁の下に埋まり、その後2千年の間、歴史から失われた。19世紀にオースティン・ヘンリー・レヤードとホルムズド・ラッサムによって発掘され、ジョージ・スミスによってその蔵書が翻訳されたことで古代メソポタミアの文書が現代にもたらされた。この図書館の発見以前には、『聖書』が最古の本であるという広く普及していた概念があった。この考えはアッシュルバニパルの図書館の発見によって決定的に反証された。

### 歴史学者による評価

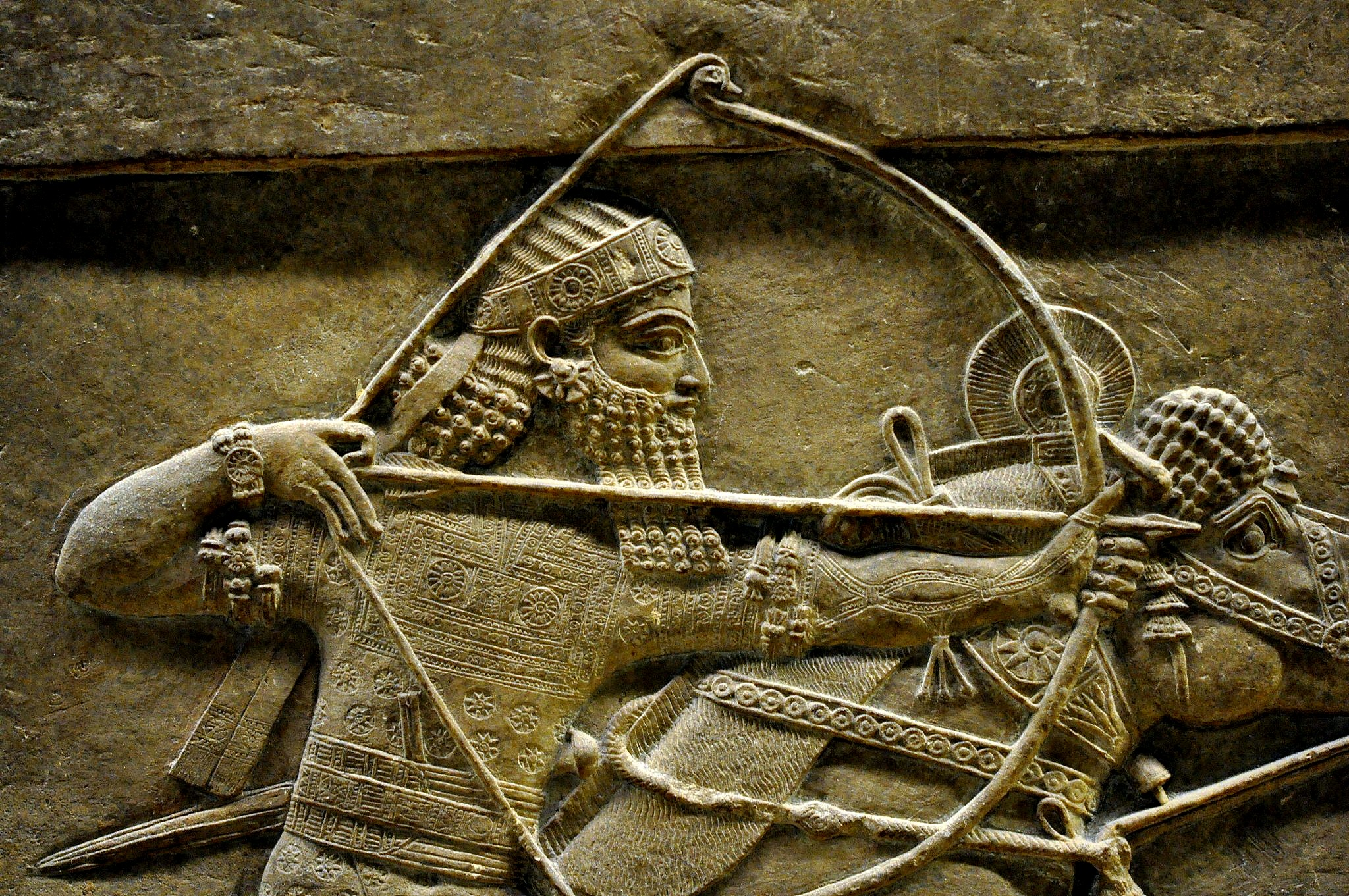
アッシュルバニパルの獅子狩りに描かれたアッシュルバニパル。

アッシュルバニパルの治世においてアッシリアは世界史上最大の帝国であり、首都ニネヴェは約120,000人の住民を持ち、恐らくは世界最大の都市であった。その治世の間、アッシリア帝国は領土拡大を続けつつも経済的に繁栄した。アッシュルバニパルはしばしばアッシリア最後の偉大な王であるとみなされ、前王エサルハドン、さらにその前の王センナケリブと共に、最も偉大なアッシリア王の一人であると認識されている。
アッシュルバニパルは時に狂信者という評価を与えられている。彼は帝国全土において主要な神殿の大部分を再建・修復し、その治世の間にとった行動の多くが、彼が強い関心を持っていた前兆の報告を受けてのものであった。彼は二人の弟、アッシュル・ムキン・パレヤとアッシュル・エテル・シャメ・エルセティ・ムバッリッスをそれぞれアッシュル市とハッラーン市の神官に任命した。彼はまた、ニネヴェにある自身の宮殿内にその長い治世の間に起きた重要な出来事を描いた多くの彫刻とレリーフを作らせたため、芸術の庇護者とも見られる。これらの芸術作品で用いられた様式は、彼の前任者たちの下で作成された芸術作品と異なり、「叙事的性格」を備えている。
アッシュルバニパルに対する評価は、単に肯定的なものだけとは限らない。前639年、アッシュルバニパルはその年の名前を、楽士の長であったBulluṭuにちなんで命名した（年名は一般的に古代アッシリアの人々、しばしば軍関係者にちなんで名付けられた）。これを、アッシリア学者ジュリアン・E・リーズ（Julian E. Reade）は「無責任かつ自分に甘い」王の行動であると評した。アッシリアはアッシュルバニパルの支配の下でその力の頂点に達したが、彼の死後急速に崩壊した。アッシュルバニパルがアッシリアの没落の責任の一部を負うかどうかについては議論の中にある。『エンサイクロペディア・イラニカ』におけるこの王の記事を書いたJ・A・ドロネー（J. A. Delaunay）は、その記事の中で、アッシリア帝国はアッシュルバニパルの下で既に「差し迫った混乱と凋落の明らかな兆しを示し」始めていたと記している。一方でドナルド・ジョン・ワイズマンは『エンサイクロペディア・ブリタニカ』のこの王の記事に「これは彼の死後20年以内にアッシリア帝国が崩壊したことについて、彼の支配を告発するものではない。その崩壊は内紛ではなく、外部からの圧力によるものである」としている。

### 芸術と大衆文化

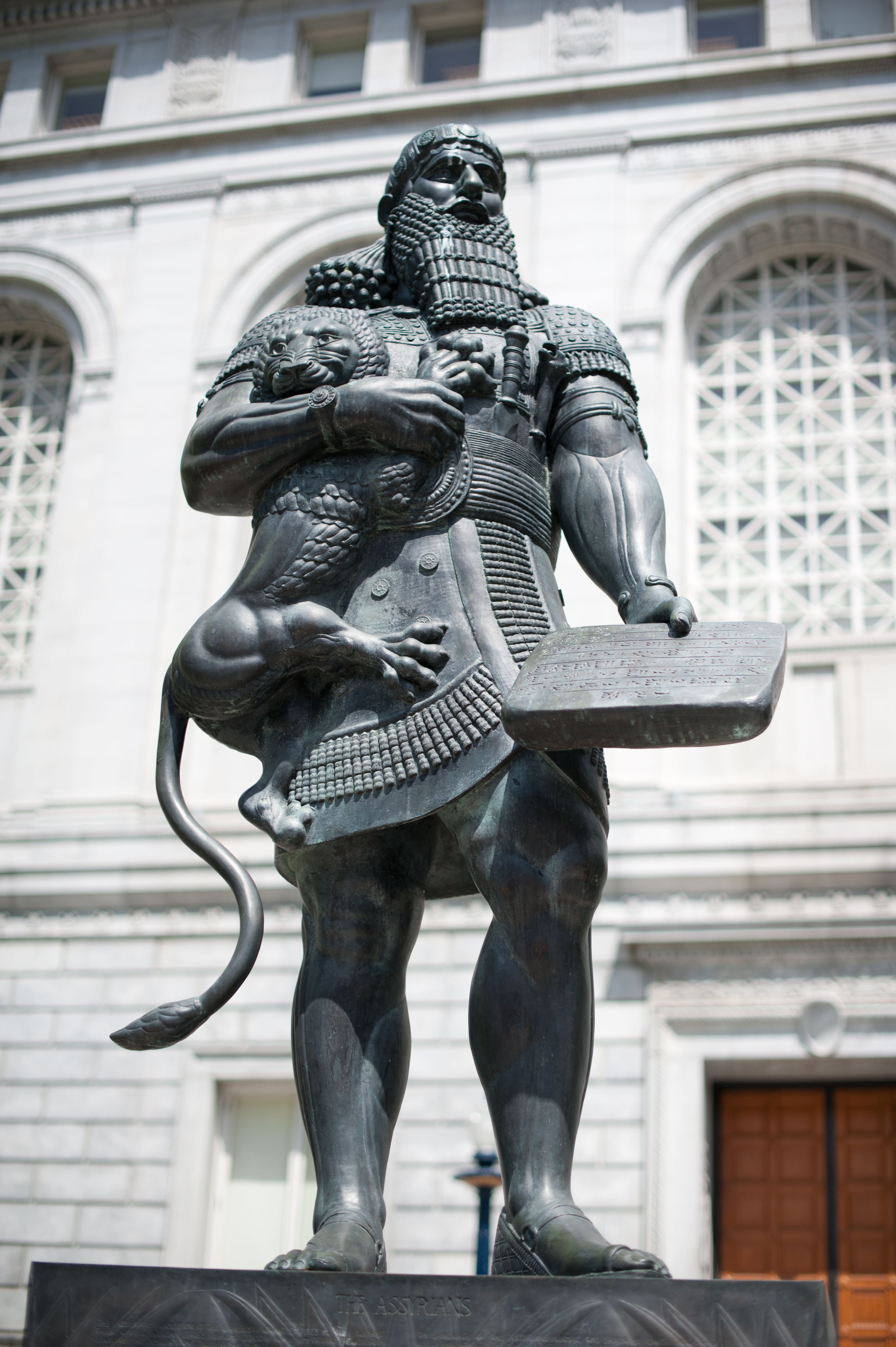
サンフランシスコのシビック・センターにある、フレッド・パーハード作のブロンズ製アッシュルバニパル像。

芸術作品におけるアッシュルバニパルの描写は彼の治世から今日まで生き残っている。アッシュルバニパルの宮殿から見つかった一式の宮廷彫刻であるアッシュルバニパルの獅子狩りは、ロンドンの大英博物館で見ることができる。これらの彫刻にはメソポタミアライオンを狩って殺すアッシュルバニパルが描かれている。アッシリアの王はしばしば「羊飼い」として自らの民を庇護する義務を負っていた。この庇護には外敵に対する防衛と、危険な野生動物から市民を守ることが含まれた。あらゆる野生動物の中で最も危険なものはライオンであり、（外国の脅威と同様に）その攻撃的な性質から、混沌と無秩序の象徴とされた。自分たちが支配者として相応しいことを証明し、有能な庇護者であることを示すため、アッシリアの王は獅子狩りの儀式を行った。獅子狩りはアッシリア王室にのみ許されたものであり、アッシリアの都市周辺か庭園で開催された公的行事であった。
1942年、中島敦はアッシュルバニパルの時代を舞台とした文字禍を発表した。
アッシュルバニパルは現代の芸術作品の主題でもある。1958年、シュルレアリストの画家レオノーラ・キャリントンはイスラエル博物館のキャンバスに『Assurbanipal Abluting Harpies』と題する油絵を描いた。これは人間のような顔を持つ鳩に似た生き物の頭に白い物を注ぐアッシュルバニパルを描いている。1988年にはフレッド・パーハードがアッシュルバニパル像を作り、これはサンフランシスコ市庁舎そばの通りに設置された。この像の値段は100,000ドルで、「初のアッシュルバニパルの巨大な銅像（first sizable bronze statue of Ashurbanipal）」と形容された。フレッド・パーハードは現代アッシリア人の祖先を持っており、この像は1988年5月29日に現代アッシリア人からの贈り物としてサンフランシスコ市へ贈与された。現地在住のアッシリア人からは、この像はアッシュルバニパルよりもメソポタミアの伝説的な英雄であるギルガメシュの方に似ているという懸念を表明する人もいた。パーハードはこの像はアッシュルバニパルを象ったものだと弁明したが、いくらかの芸術的表現を用いたとも説明している。
アッシュルバニパルはまた、様々なメディアで大衆文化の中に時折登場している。ロバート・E・ハワードは『The Fire of Asshurbanipal』と題する短編小説を書いた。これは『ウィアード・テイルズ』誌の1936年12月号で初めて出版されたもので、「ギリシア人がサルダナパロスと呼び、セム系の人々がアッシュルバニパルと呼んだ遠い昔の王に属する呪われた宝石」についての話である。ゼイ・マイト・ビー・ジャイアンツの2007年の歌、『The Mesopotamians』はギルガメシュ、サルゴン、ハンムラビと共にアッシュルバニパルに言及している。また、シミュレーションゲームのシヴィライゼーションVではアッシリアの支配者としてアッシュルバニパルが採用されている。

## 称号
前648年の日付を持つ円筒形碑文では、アッシュルバニパルは以下のような称号を用いている。
余はアッシュルバニパル、大王、強き王、世界の王、アッシリアの王、四方世界の王。世界の王にしてアッシリアの王、バビロンの副王、シュメールとアッカドの王であったエサルハドンの子孫。世界の王にしてアッシリアの王であったセンナケリブの孫。
同様の称号の数々はアッシュルバニパルの多くの粘土板文書の一つでも使用されている。
余、アッシュルバニパル、大王、強き王、世界の王、アッシリアの王、四方世界の王。世界の王にしてアッシリアの王。世界の王にしてアッシリアの王であったエサルハドンの息子。世界の王にしてアッシリアの王、王族の永遠の起源であるセンナケリブの孫・・・。
より長大な変化形がアッシュルバニパルがバビロンに建てた碑文に登場している。
アッシュルバニパル。強き王、世界の王、アッシリアの王、四方世界の王、諸王の王、無比の君侯。上の海から下の海までを支配し、全ての支配者たちを足元に跪かせる者。大王にして強き王、世界の王、アッシリアの王、バビロンの副王、シュメールとアッカドの王であったエサルハドンの子。強き王にして世界の王、アッシリアの王であったセンナケリブの孫。それが余である。